# Élections législatives de 1919 dans les Deux-Sèvres
Les élections législatives de 1919 dans les Deux-Sèvres ont eu lieu le 16 novembre.

## Élus
|   | Député élu              |  | Groupe parlementaire              |
| - | ----------------------- |  | --------------------------------- |
| 1 | Louis de Puineuf        |  | Entente républicaine démocratique |
| 2 | Émile Marot             |  | Républicains de gauche            |
| 3 | Gaston Deschamps        |  | Républicains de gauche            |
| 4 | Georges de Talhouët-Roy |  | Indépendants de droite            |
| 5 | Paul Mercier            |  | Action républicaine et sociale    |

## Résultats à l'échelle du département

### Par listes
| Listes         | Listes                                                               | Premier tour | Premier tour | Sièges |
| Listes         | Listes                                                               | Voix         | %            | Sièges |
| -------------- | -------------------------------------------------------------------- | ------------ | ------------ | ------ |
|                | Liste nationale d'Union républicaine nationale et de Défense sociale | 39 873       | 52,40        | 5      |
|                | Liste d'Action et de concentration républicaine                      | 28 515       | 34,48        | 0      |
|                | Liste socialiste unifiée                                             | 4 850        | 6,37         | 0      |
|                |                                                                      |              |              |        |
| Inscrits       | Inscrits                                                             | 104 581      | 100,00       | 5      |
| Votants        | Votants                                                              | 79 809       | 76,31        |        |
| Abstention     | Abstention                                                           | 24 772       | 23,69        |        |
| Blancs et nuls | Blancs et nuls                                                       | 3 720        | 4,66         |        |
| Exprimés       | Exprimés                                                             | 76 089       | 95,34        |        |

### Par candidats
| Candidat       | Candidat                | Tendance       | Voix    | %      |
| -------------- | ----------------------- | -------------- | ------- | ------ |
|                | Louis de Puineuf        | FR             | 38 833  | 51,04  |
|                | Émile Marot             | ARD            | 39 797  | 52,30  |
|                | Gaston Deschamps        | ARD            | 40 588  | 53,34  |
|                | Georges de Talhouët-Roy | Droite         | 38 740  | 50,91  |
|                | Paul Mercier            | Droite         | 41 441  | 54,46  |
|                |                         |                |         |        |
|                | Louis Demellier         | PRRRS          | 29 502  | 38,77  |
|                | Henri de La Porte       | SFIO dissident | 28 267  | 37,15  |
|                | Victor Fleuret          | PRRRS          | 27 860  | 36,62  |
|                | Ménard                  | PRRRS          | 28 867  | 37,94  |
|                | Cadier                  | PRRRS          | 27 582  | 36,25  |
|                |                         |                |         |        |
|                | Barthélemy              | SFIO           | 4 915   | 6,46   |
|                | Bricau                  | SFIO           | 4 871   | 6,40   |
|                | Charbonnier             | SFIO           | 4 769   | 6,27   |
|                | Jallet                  | SFIO           | 4 863   | 6,39   |
|                | Olagnier                | SFIO           | 4 782   | 6,28   |
|                |                         |                |         |        |
| Inscrits       | Inscrits                | Inscrits       | 104 581 | 100,00 |
| Votants        | Votants                 | Votants        | 79 809  | 76,31  |
| Abstentions    | Abstentions             | Abstentions    | 24 772  | 23,69  |
| Blancs et nuls | Blancs et nuls          | Blancs et nuls | 3 720   | 4,66   |
| Exprimés       | Exprimés                | Exprimés       | 76 089  | 95,34  |